# اکین چنگ
اکین چنگ (انگلیسی: Ekin Cheng؛ چینی: 鄭伊健؛ زادهٔ ۴ اکتبر ۱۹۶۷) بازیگر و خواننده اهل هنگ کنگ است.
از فیلم‌ها یا برنامه‌های تلویزیونی که وی در آن نقش داشته است، می‌توان دوئل، افسانه زو، جکی و خون‌آشامان، تنهایم بگذار، نجات ژنرال یانگ، مرد پنکیک و ..... را نام برد.